# Ushuaia
Ushuaia ([uˈswaja]), capoluogo della provincia argentina della Terra del Fuoco, Antartide e Isole dell'Atlantico del Sud, è la città più australe del mondo. Si trova sulla costa meridionale dell'Isola Grande della Terra del Fuoco, in un paesaggio circondato da montagne che domina il canale di Beagle. La città ha circa 81000 abitanti e vi sono situate l'università, l'aeroporto internazionale, il club di golf, il punto Subway, la fabbrica di birra e la ferrovia più meridionali al mondo.

## Storia
Gli indiani Selknam, chiamati anche Ona, arrivarono nella Terra del Fuoco nell'8000 a.C. circa; il gruppo meridionale dei Selknam, gli Yamana, detti anche Yaghan, occupò l'odierna Ushuaia, vivendo in continuo conflitto con gli abitanti settentrionali dell'isola. Il canale di Beagle fu esplorato per la prima volta dal Beagle del capitano Robert FitzRoy il 29 gennaio 1833, durante il suo viaggio di esplorazione della Terra del Fuoco; si commemora tuttora la data del 23 gennaio 1833, anniversario dello sbarco alla baia di Wulaia. Per gran parte della seconda metà del XIX secolo la parte orientale della Terra del Fuoco fu popolata da una maggioranza di cittadini non argentini, incluso un certo numero di britannici. Il nome Ushuaia appare per la prima volta nelle lettere e nei resoconti della South American Mission Society spediti in Inghilterra.

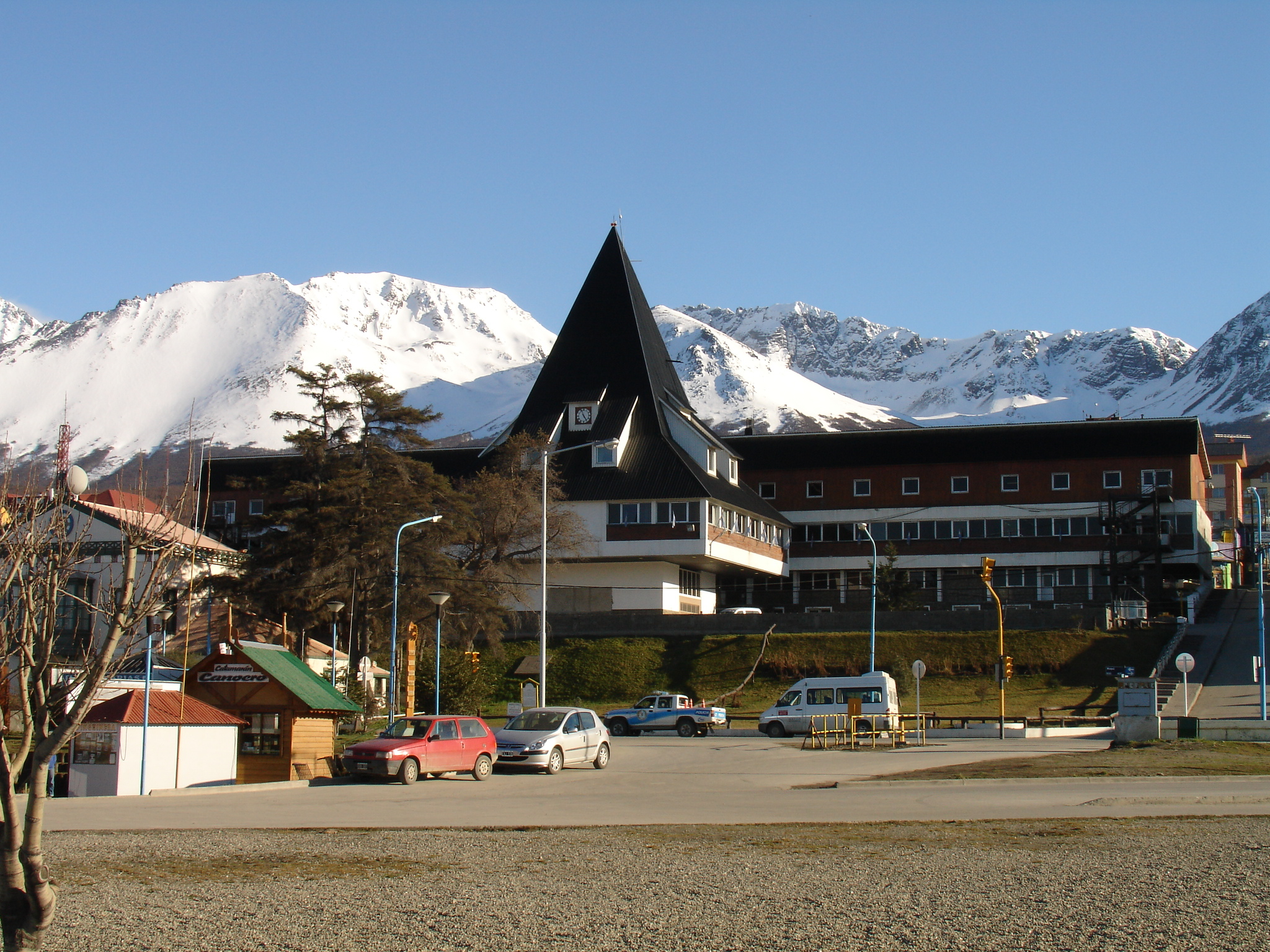
L'edificio del governo della provincia a Ushuaia; l'architettura è tipicamente locale

La storia della colonia di Ushuaia, raccontata nel libro Ultimo confine del mondo di Lucas Bridges, inizia formalmente nel 1868, quando i missionari della South American Missionary Society scelsero la sua baia per costruirvi un primo edificio, Casa Stirling, al quale poi si aggiunse il resto della colonia; Casa Stirling, chiamata così in onore del primo missionario che visse a Ushuaia, era un prefabbricato in legno portato dalle isole Falkland nell'ottobre di quell'anno e assemblato sul posto: le sue tre stanze erano destinate alla famiglia Bridges (alla quale apparteneva il missionario Thomas Bridges), a una coppia sposata Yamana e l'ultima a una cappella. Il missionario britannico Waite Hockin Stirling fu il primo europeo a vivere a Ushuaia, dove convisse cogli Yamana dal 18 gennaio a metà settembre del 1869. Nel 1870 vennero a stabilirsi a Ushuaia altri missionari britannici e l'anno successivo fu celebrato il primo matrimonio. Nel 1872 ci furono 36 battesimi e 7 matrimoni; inoltre per la prima volta nacque nella Terra del Fuoco un bambino europeo, Thomas Despard Bridges, figlio del missionario Thomas Bridges e di sua moglie Mary Varder.
Nel 1948 l'imprenditore bolognese Carlo Borsari si aggiudicò l'appalto per la ricostruzione della città, che il governo di Juan Perón voleva salvare dall'abbandono dopo la chiusura della colonia penale. Il progetto argentino di Borsari coinvolse emigranti italiani arruolandoli come manodopera. La prima nave salpata da Genova il 26 settembre 1948, con a bordo 650 tra operai, tecnici, architetti, ingegneri e manovali, raggiunse la Terra del Fuoco alla fine di ottobre. In seguito arrivarono mogli e figli che portarono il numero di italiani a superare i 2000. La maggior parte di loro rientrò in Italia a progetto finito, due anni dopo.

## Geografia fisica

### Clima
Ushuaia, in considerazione della sua posizione geografica nell'emisfero sud, ha un clima particolare (Cfc): inverni relativamente miti (temperature medie sulle 24 ore attorno a 1-2 °C) ma estati decisamente fresche (medie di circa 10 °C), precipitazioni leggermente più abbondanti nei mesi autunnali.

Situata ai bordi del canale di Beagle e circondata dai monti Martial, Ushuaia offre un paesaggio unico in Argentina: la combinazione di montagne, mare, ghiacciai e boschi. È consigliabile visitare il Museo della Fine del Mondo, una costruzione del 1902, che conserva le interessanti opere d'artigianato degli indiani Ona, i resti di naufragi, documenti e foto riguardanti la storia della regione e, ad ovest della città, il Parco Nazionale Lapataia, una riserva vergine dove si può passeggiare nella foresta di faggi australi lengas e coihués e dov'è sorprendente il numero dei castori che arrivano a formare delle dighe con i tronchi degli alberi. È da segnalare la visita al Museo Marittimo installato nell'antico carcere (una delle prigioni più famose della storia argentina) e l'escursione con il Tren del Fin del Mundo che percorre uno dei sentieri utilizzati dai carcerati decine di anni fa per rifornirsi di legna attraversando i boschi centenari.
| Mese                               | Mesi | Mesi | Mesi | Mesi | Mesi | Mesi | Mesi | Mesi | Mesi | Mesi | Mesi | Mesi | Stagioni | Stagioni | Stagioni | Stagioni | Anno  |
| Mese                               | Gen  | Feb  | Mar  | Apr  | Mag  | Giu  | Lug  | Ago  | Set  | Ott  | Nov  | Dic  | Est      | Aut      | Inv      | Pri      | Anno  |
| ---------------------------------- | ---- | ---- | ---- | ---- | ---- | ---- | ---- | ---- | ---- | ---- | ---- | ---- | -------- | -------- | -------- | -------- | ----- |
| T. max. media (°C)                 | 13,9 | 13,7 | 12,2 | 9,6  | 6,5  | 4,6  | 4,2  | 5,6  | 8,2  | 10,5 | 12,1 | 13,4 | 13,7     | 9,4      | 4,8      | 10,3     | 9,5   |
| T. media (°C)                      | 9,6  | 9,3  | 7,7  | 5,7  | 3,2  | 1,7  | 1,3  | 2,2  | 4,1  | 6,2  | 7,8  | 9,1  | 9,3      | 5,5      | 1,7      | 6,0      | 5,7   |
| T. min. media (°C)                 | 5,4  | 5,3  | 3,9  | 2,3  | 0,1  | −1,4 | −1,7 | −1,0 | 0,5  | 2,3  | 3,6  | 4,9  | 5,2      | 2,1      | −1,4     | 2,1      | 2,0   |
| Precipitazioni (mm)                | 39,0 | 45,2 | 52,3 | 56,1 | 53,4 | 48,3 | 36,4 | 45,2 | 41,7 | 35,0 | 34,6 | 42,5 | 126,7    | 161,8    | 129,9    | 111,3    | 529,7 |
| Giorni di neve                     | 0,3  | 0,1  | 2,0  | 2,0  | 5,0  | 8,0  | 7,0  | 9,0  | 7,0  | 5,0  | 3,0  | 1,0  | 1,4      | 9,0      | 24,0     | 15,0     | 49,4  |
| Eliofania assoluta (ore al giorno) | 6    | 6    | 5    | 4    | 3    | 3    | 3    | 4    | 5    | 6    | 7    | 6    | 6        | 4        | 3,3      | 6        | 4,8   |

## Posizione ed economia

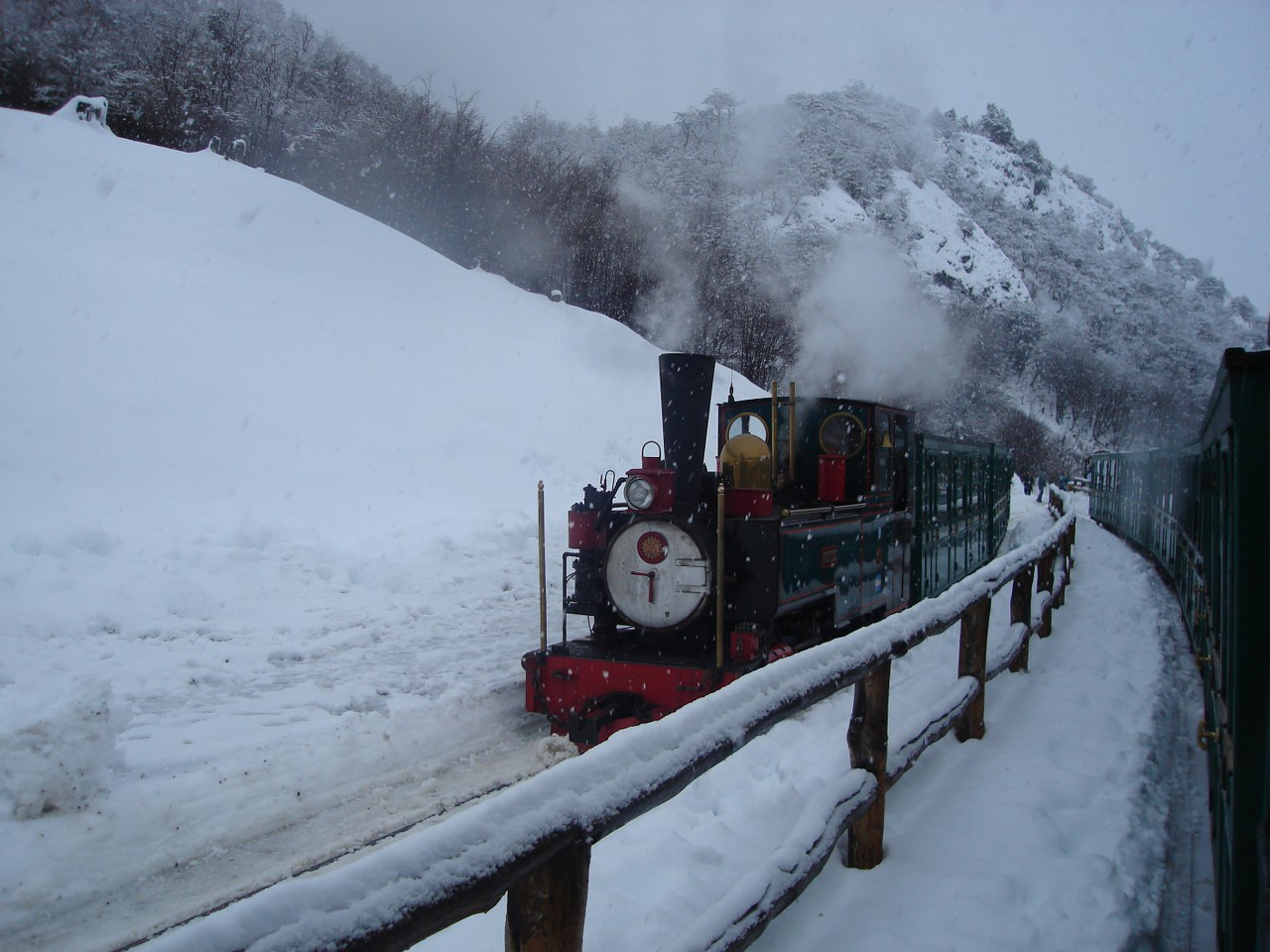
Un treno della linea del Treno della Fine del Mondo

Di interesse è anche il Parco nazionale Terra del Fuoco, da cui è possibile arrivare a Capo Horn noleggiando una barca. Altri luoghi turistici sono le isole nel Canale di Beagle, dove vivono uccelli, pinguini e orche. Nelle vicinanze si trova anche il Faro di San Juan de Salvamento, reso famoso da Jules Verne ne Il faro in capo al mondo.
È anche un punto chiave d'accesso alle regioni meridionali; riceve regolari voli da Buenos Aires (all'Aeroporto Internazionale di Ushuaia) e navi da crociera che visitano le Isole Falkland (Islas Malvinas) e l'Antartide. Nei pressi ci sono anche delle stazioni sciistiche.
La città si trova vicina al 55º parallelo Sud, il che implica che nelle notti dei giorni di un paio di mesi attorno al solstizio d'inverno, il Sole non scenda mai più di 12 gradi al di sotto dell'orizzonte, permettendo di intravedere uno scorcio di luce anche nella totalità delle ore notturne e in particolare alla mezzanotte astronomica.

## Amministrazione

### Gemellaggi
- Nuuk
- Ovindoli

## Trasmissioni TV
- Ushuaia, le magazine de l'Extrême è stato il nome di un programma televisivo, presentato da Nicolas Hulot e trasmesso sul canale televisivo francese TF1 dal settembre 1987 al giugno 1995.
- Ushuaia è anche il titolo di un programma televisivo di Rete 4.
- Nel corso di una trasmissione della 22ª stagione di Top Gear, tenutasi proprio a Ushuaia, si sono scatenati dei disordini fra la troupe (composta da inglesi) e un gruppo di veterani della guerra delle Falkland, che accusavano il programma di aver deliberatamente modificato la targa della Porsche di Jeremy affinché rimandasse alla data della guerra. Tutti i membri sono stati costretti ad andarsene, scortati dalla polizia, rimanendo anche "vittime" di sassaiole lungo la strada.[18]